# Franco Loriga
Franco Loriga (Cagliari, 2 settembre 1936) è un ex calciatore italiano, di ruolo centrocampista.

## Carriera
Nella sua carriera ha giocato quattro stagioni con il Cagliari, tre in Serie B e una in Serie C.